# حمض الفسفوروز
حمض الفوسفوروز هو مركب كيميائي  الذي وصفه بالصيغة H3PO3. هذا الحمض هو دي بروتوني (يتأين بسهولة لبروتونين)، وليس ثلاثي بروتوني كما قد اقترح بهذه الصيغة. حمض الفوسفوروز هو وسيط في تحضير مركبات الفسفور أخرى. وهو حمض أكسجين يتكون من الهيدروجين والأكسجين وعنصر ثالث لافلزي وهو الفوسفور .

## التسمية والصنوانية
H3PO3 يوصف بشكل أكثر وضوحا  بالصيغة البنائية HPO(OH)2. يوجد هذا النوع في حالة توازن مع فرع صنو P(OH)3. توصيات IUPAC، في عام  2005م هي أن هذا الأخير أن يسمى حمض الفوسفوروز، في حين يسمى الشكل دي هيدروكسي الفوسفونيك. يتم توضيح فقط مركبات الفسفور المختزلة مع «وز» في النهاية.

## البنية وحالات الأكسدة
في الحالة الصلبة، HP(O)(OH)2 هو رباعي السطوح مع واحد أقصر P=O رابطة 148 بيكومتر واثنتان أطول P-O(H) روابط 158 pm   
يتم تعيين ذرة الفوسفور المركزية كحالة أكسدة +3

## التحضير
HPO(OH)2 هو نتاج التحلل المائي للحمض الأنهيدريد في:
P4O6  +  6 H2O  →  4 HPO(OH)2

## التفاعلات
4 H3PO3 → 3 H3PO4 + PH3
H3PO3 + NaOH → NaH2PO3 + H2O
H3PO3 + 2 NaOH → Na2HPO3 + 2H2O
H3PO3 + 2 HgCl2 + H2O → Hg2Cl2 + H3PO4 + 2 HCl
H3PO3 + Hg2Cl2 + H2O → 2 Hg + H3PO4 + 2 HCl

## الخواص الحمضية - القاعدية
HP(O)(OH)2 → HP(O)2(OH)−  +  H+    pKa = 1.3
HP(O)2(OH)−   →   HPO32−  +  H+         pKa = 6.7

## الإستعمالات

### في الصناعة والزراعة
وأهم استخدام لحمض الفوسفوروز (حمض الفوسفونيك) هو إنتاج الفوسفيتات (الفوسفونات) والتي تستخدم في معالجة المياه. يستخدم حمض الفوسفوروز أيضا لإعداد أملاح الفسفيت، مثل فسفيت البوتاسيوم. وقد أظهرت الفوسفيتات فعالية في السيطرة على مجموعة متنوعة من الأمراض النباتية، على وجه الخصوص، 